# Holbrook (Arizona)

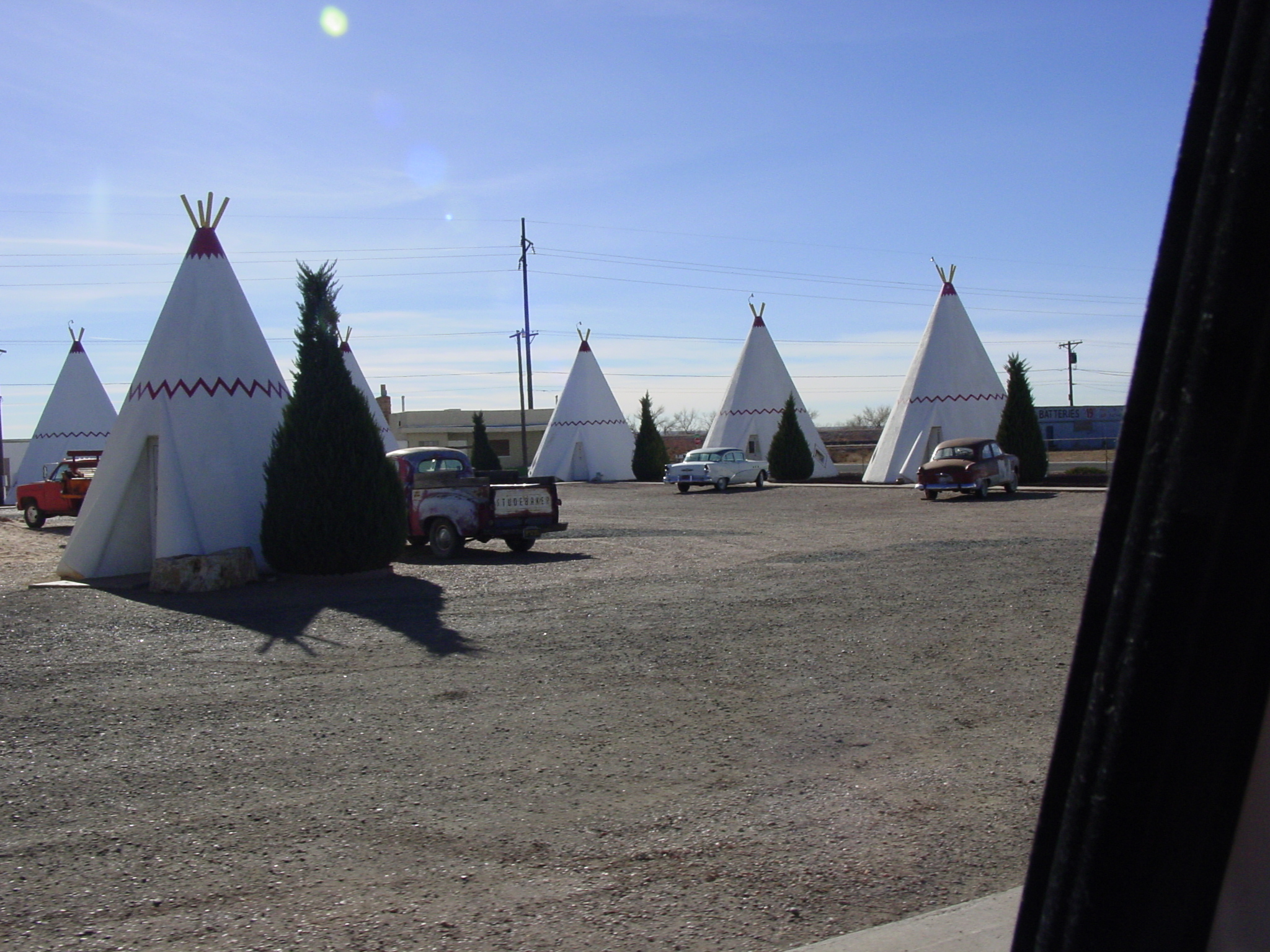
Wigwam Motel Holbrook

Holbrook is een plaats (city) in de Amerikaanse staat Arizona, en valt bestuurlijk gezien onder Navajo County.
De plaats ligt aan de Little Colorado.

## Demografie
Bij de volkstelling in 2000 werd het aantal inwoners vastgesteld op 4917.
In 2006 is het aantal inwoners door het United States Census Bureau geschat op 5154, een stijging van 237 (4,8%).

## Geografie
Volgens het United States Census Bureau beslaat de plaats een oppervlakte van
40,0 km², geheel bestaande uit land. Holbrook ligt op ongeveer 1559 m boven zeeniveau.

## Plaatsen in de nabije omgeving
De onderstaande figuur toont nabijgelegen plaatsen in een straal van 56 km rond Holbrook.